# Marius Hasler
Pour les articles homonymes, voir Hasler (homonymie).
Marius Hasler, né le 6 août 1961, est un coureur de fond suisse. Il a remporté la médaille d'argent sur parcours court lors du Trophée mondial de course en montagne 1991 et est triple champion suisse de course en montagne.

## Biographie
Joueur de football durant sa jeunesse, Marius s'essaie au cross-country en 1976 en prenant le départ d'une course avec ses chaussures de football et termine deuxième. Il se spécialise dans cette discipline et remporte le titre de champion suisse junior en 1980. Cette année, il devient également champion suisse junior de 5 000 m.
Il s'essaie également avec succès à la course en montagne en remportant le Trophée des Paccots en 1982.
Ses bons résultats en cross-country lui valent une première sélection aux championnats du monde de cross-country 1983 à Gateshead. Il y participe sept autre fois et connaît son meilleur résultat en 1985 à Lisbonne où il termine 98e,.
Le 2 octobre 1988, il prend le départ de la course Morat-Fribourg. Bien que les pronostics ne le classent pas parmi les favoris, il prend un bon départ et reste dans le groupe de tête. Alors que plusieurs adversaires faillent dans la montée de la Sonnaz, Marius hausse le rythme pour tenter de reprendre la deuxième place. Il termine finalement sur la troisième marche du podium et meilleur Suisse.
Le 15 juillet 1990, il démontre son talent en course en montagne en restant aux avant-postes dans la course Ayent-Anzère et en s'imposant dans le sprint final. La course comptant comme championnats suisses de course en montagne, Marius décroche le titre.
Le 24 février 1991, il remporte son neuvième titre de champion fribourgeois de cross. Il se prépare à participer au marathon de Londres mais doit y renoncer en raison d'un virus. À peine remis, il prend le départ des 20 km de Lausanne qu'il court sur un bon rythme à sa propre surprise. Il remporte la victoire contre toute attente et améliore le record du parcours de 22 secondes. Il prend le départ du parcours court au Trophée mondial de course en montagne à Zermatt. Prenant un départ prudent, il hausse le rythme en fin de course et parvient à doubler Woody Schoch pour décrocher la médaille d'argent derrière l'Irlandais John Lenihan. Avec Woody et Renatus Birrer, il remporte la médaille d'or par équipes,.
Le 5 juillet 1992, il prend sa revanche sur le Grison Woody Schoch en le battant de plus d'une minute pour remporter son deuxième titre de champion suisse de course en montagne à Roche.
En novembre 1992, il part s'entraîner en Australie pendant l'hiver. Son retour s'avère décevant puisqu'il est victime de problèmes musculaires et de manque de fer. Il abandonne ses objectifs du printemps et se concentre sur les championnats suisses de course en montagne à Rivera le 18 juillet. Après avoir bien étudié le parcours, il s'élance en tête en espérant pouvoir tenir le coup. Il franchit la ligne d'arrivée avec deux minutes d'avance sur ses concurrents et décroche son troisième titre.

## Palmarès

### Route/cross
| Année | Compétition                   | Lieu       | Place | Épreuve          | Temps           |
| ----- | ----------------------------- | ---------- | ----- | ---------------- | --------------- |
| 1982  | Corrida d'Octodure            | Martigny   | 3e    | Course populaire | 29 min 27 s     |
| 1982  | Course de l'Escalade          | Genève     | 4e    | Course populaire | 30 min 3 s      |
| 1985  | Championnats suisses de 25 km | Näfels     | 2e    | 25 kilomètres    | 1 h 18 min 26 s |
| 1986  | Course de Chiètres            | Chiètres   | 2e    | 15 kilomètres    | 46 min 58 s     |
| 1988  | Championnats suisses de cross | Näfels     | 2e    | Cross-country    | 39 min 0 s      |
| 1988  | Championnats suisses de 25 km | Cortaillod | 3e    | 25 kilomètres    | 1 h 19 min 42 s |
| 1988  | Course Morat-Fribourg         | Fribourg   | 3e    | Course populaire | 53 min 58 s     |
| 1990  | Championnats suisses de cross | Frauenfeld | 3e    | Cross-country    | 37 min 48 s     |
| 1991  | 20 km de Lausanne             | Lausanne   | 1er   | 20 kilomètres    | 1 h 1 min 50 s  |
| 1992  | Marathon de Vienne            | Vienne     | 10e   | Marathon         | 2 h 23 min 17 s |

### Course en montagne
| no  | masculin           | Course                                                 | Longueur | Départ           | Temps          |
| --- | ------------------ | ------------------------------------------------------ | -------- | ---------------- | -------------- |
| 1re | Médaille d'or      | Championnats suisses de course en montagne             | 12,5 km  | 14 juillet 1990  | 1 h 0 min 43 s |
| 3e  | Médaille de bronze | Championnats suisses de course en montagne             | 11 km    | 14 juillet 1991  | 58 min 48 s    |
| 2e  | Médaille d'argent  | Trophée mondial de course en montagne - Parcours court | 11,3 km  | 8 septembre 1991 | 54 min 45 s    |
| 1re | Médaille d'or      | Championnats suisses de course en montagne             | 11,9 km  | 5 juillet 1992   | 55 min 32 s    |
| 1re | Médaille d'or      | Championnats suisses de course en montagne             | 13 km    | 18 juillet 1993  | 1 h 4 min 4 s  |
| 3e  | Médaille de bronze | Course de montagne du Kitzbüheler Horn                 | 12,9 km  | 22 août 1993     | 59 min 51 s    |
| 2e  | Médaille d'argent  | Championnats suisses de course en montagne             | 13,2 km  | 30 juin 1996     | 56 min 25 s    |

## Records
| Épreuve       | Performance     | Date            | Lieu            |
| ------------- | --------------- | --------------- | --------------- |
| 3 000 mètres  | 8 min 26 s 48   | 10 juillet 1985 | Lausanne        |
| 10 000 mètres | 29 min 13 s 6   | 29 mai 1985     | Aix-la-Chapelle |
| Semi-marathon | 1 h 5 min 37 s  | 5 avril 1992    | Vevey           |
| Marathon      | 2 h 23 min 17 s | 16 avril 1989   | Vienne          |